# John Abell
John Abell, född omkring 1653 i Aberdeen, död efter 1724 i Cambridge, var en engelsk musiker.

## Biografi
Abell var sångare och lutspelare vid Karl II:s, Jakob II:s och Vilhelm III:s kapell. Sedermera var han musikintendent i Kassel. Han avled efter att genom slöseri ha råkat i armod. Abell utgav samlingar för sång.